# Patentmedicin

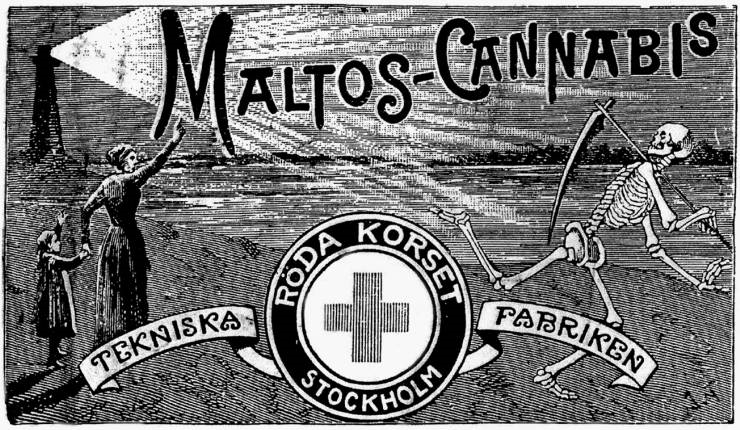
Reklam för Maltos-Cannabis från slutet av 1800-talet.

Patentmedicin avser äldre typer av läkemedelsberedningar som framställdes och såldes utanför apoteken. Blandningarnas recept var ofta hemliga. Lösningarna kunde exempelvis bestå av socker- eller sirapslösningar, smaksatta med örter och kryddor. Den verksamma ingrediensen kunde exempelvis vara alkohol, cannabis, morfin eller kokain.
De såldes via apotek eller postorder. Vid sidan av läkemedelsindustrin växte det under 1800-talet fram en hel flora av sådana patentmediciner. De hade fantasifulla namn, och flaskorna med de läkande extrakten bar eleganta etiketter. De utlovade bot mot alla upptänkliga sjukdomar och svaghetstillstånd. Patentmedicinerna hade sin storhetstid i slutet av 1800-talet, men ända fram till 1930-talet kunde man på svenska apotek köpa till exempel Maltos-Cannabis, ett preparat som såldes som hälsodryck till frukost.

## Några patentmediciner
- Maltos-Cannabis
- Pastilles Mariani
- Pemberton's French Wine Coca
- Squires extrakt
- Vin Mariani
- Coca-Cola